# Stictophyllum
Stictophyllum là một chi thực vật có hoa trong họ, Orchidaceae.